# Francisco Maciel García
Francisco Maciel García (Santiago de Querétaro, Querétaro, 7 de enero de 1964) es un extenista mexicano que alcanzó la gloria en los Juegos Olímpicos de 1984, ya que logró obtener la medalla de plata. 
Pancho Maciel obtuvo en 1980 el título de la Copa Internacional Juvenil Casablanca, la que es considerada como un semillero de grandes figuras del tenis como Roger Federer, quien también pisó las instalaciones de Club Casablanca Satélite en 1996. Actualmente Clubes Casablanca a pesar de ya no contar con este torneo desde 2010 (cuando fue su última versión), sigue siendo un semillero de grandes promesas deportivas y un promotor del deporte nacional. 
El diestro era un jugador más en el certamen olímpico, pero en la primera ronda dio la sorpresa, al ganar convincentemente al número 4, el español Emilio Sánchez Vicario. En la siguiente ronda repitió victoria, está vez al quinto, el suizo Jakob Hlasek. El italiano Paolo Cane era el oponente en semifinales, pero Maciel mostró toda su fortaleza y su juego para derrotarlo fácilmente 6-2 6-0. El mexicano ya estaba en la final, cosa que nadie se hubiera imaginado, pero éste jugaría con uno de los mejores jugadores de la época de los 80s, el sueco Stefan Edberg, quien para entonces ya había ganado 3 gran slams en la categoría de juniors, y en toda su carrera ganaría 6 en 11 finales disputadas. 
Francisco Maciel alcanzó el punto más alto en su carrera cuando llegó al número 35° del ranking ATP el 23 de junio de 1986. A comienzos del año 2000 Maciel se convirtió en el presidente de la Federación Mexicana de Tenis (FMT), dejando el cargo en el 2008. 

## Juegos Olímpicos

### Finalista Individuales (1)
| Año  | Torneo              | Oponente en la final | Resultado |
| 1984 | JO Los Ángeles 1984 | Stefan Edberg        | 1-6 6-7   |

- Desde 1924 hasta 1988 el tenis salió del programa oficial de los Juegos Olímpicos, pero en 1968 y 1984 el tenis fue tomado en cuenta como deporte de exhibición, por lo que las medallas conseguidas no se tomaban en cuenta.

## Enlaces
- http://fr.wikipedia.org/wiki/Tennis_aux_Jeux_olympiques_d%27%C3%A9t%C3%A9_de_1984 (en francés)
- https://respuestadeportiva.com/campeones-copa-internacional-casablanca/

- Datos: Q2328416